# Corynoptera attribuspina
Corynoptera attribuspina är en tvåvingeart som beskrevs av Hans-Georg Rudzinski 2008. Corynoptera attribuspina ingår i släktet Corynoptera, och familjen sorgmyggor.
Artens utbredningsområde är Taiwan. Inga underarter finns listade.